# Quartier des Subsistances
Pour les articles homonymes, voir Subsistances.
Le quartier des Subsistances, aussi appelé site des Subsistances ou parc des Subsistances, est un ancien site militaire et futur quartier résidentiel à Fontainebleau, en France. Laissé en friche pendant de nombreuses années, le site devient le cœur d'un projet immobilier au début des années 2020. Un de ses bâtiments subit un incendie en 2021.

## Situation et accès
L'ensemble est situé dans le quartier du Bréau, au sud de la ville de Fontainebleau, près de la limite communale avec Avon, et plus largement au sud-ouest du département de Seine-et-Marne.

## Historique

### Abandon du terrain
Ancien terrain de l'armée, cet ensemble de bâtiments est désaffecté depuis la fin des années 1990. Il est par ailleurs souvent occupé par des gens du voyage.

### Projet de réamménagement
Pendant de nombreuses années, la Ville porte un projet de nouveau quartier sur ce site. Finalement, le site est mis en vente pour 16 millions d'euros. Le 14 novembre 2020, la Ville présente, via les médias sociaux, un projet pour aménager cet espace de 4,5 ha. Fiducim, la société d'investissement choisie par l'État, précise un budget de réamménagement qui oscillerait autour de 110 millions d'euros. La conception du nouveau quartier est confiée à l'urbaniste et paysagiste Nicolas Van Bever et à l'architecte Christian Sanchez. Le projet fait alors l'objet d'une enquête publique et des débats parfois houleux éclatent, notamment au sein de la Municipalité voisine d'Avon, avec la crainte de disproportions démographiques et d'effets socio-économiques non mesurés. Selon les élus bellifontains, ce nouveau quartier assurerait un « deuxième pôle d'attractivité » et constituerait ainsi un des plus importants dans l'agglomération.
Le projet comprend ainsi :
- une cité universitaire de 144 chambres (pour près de 6 000 m2) ;
- plus de 340 logements, dont 85 % de T3 à T5 et le reste en logement social (pour près de 5 500 m2) ;
- un espace commercial dont un hôtel de 100 chambres, sur lequel serait ammenagé un restaurant avec une vue panoramique, et d'autres restaurants (pour un peu plus de 6 000 m2)  ;
- un parc de stationnement en sous-sol avec 800 places pour les habitants ;
- un parc de stationnement en silo avec 380 places pour les visiteurs ;
- 1,6 ha d'espaces verts avec 230 arbres plantés.

Le début des travaux est prévu pour septembre 2021. L'hôtel, le parc de stationnement en silo, 100 logements dont 51 sociaux devraient être livrés en septembre 2023 ; la résidence universitaire ainsi que le reste des logements en septembre 2024 et septembre 2025. Enfin, le nouveau quartier dans son ensemble devrait être finalisé en 2026,,,.

### Incendie
Le 16 octobre 2021, peu avant 20 h, le bâtiment de l'ancienne caserne militaire du côté de l'avenue du Maréchal-de-Villars prend feu. Une quarantaine de pompiers provenant de treize casernes des alentours sont dépêchés sur place ; le maire de la ville, Frédéric Valletoux, s'y rend également dans la soirée et précise alors que « le plus gros de l’incendie a été maîtrisé ». Les opérations d'extinction des foyers résiduels durent alors toute la nuit. Le feu s'est essentiellement propagé sur la toiture du bâtiment, détruisant finalement 1 000 m2 de surface. Aucune victime n'est à déplorer. À la suite de cet incident, une enquête est ouverte pour en déterminer ses causes. Le maire précise en outre qu'en l'absence d'électricité et de gaz dans ce bâtiment abandonné, il est fort probable que l'incendie soit d'origine humaine et qu'il soit parti des combles. Il est à noter que le quartier des Subsistances fait l'objet d'une consultation publique jusqu'au 22 octobre 2021 autour de sa reconversion,,.

## Structure
L'ancien site militaire comprend de nombreux vieux hangars et préaux.